# Tomas Walsh
Tomas Walsh (Timaru, 1º marzo 1992) è un pesista neozelandese.

## Biografia
In carriera ha conquistato tre medaglie d'oro ai campionati mondiali indoor e una medaglia d'oro ai mondiali outdoor di Londra 2017. Ha inoltre vinto due bronzi olimpici a Rio de Janeiro 2016 e Tokyo 2020.

## Palmarès
| Anno | Manifestazione          | Sede           | Evento           | Risultato | Prestazione | Note                                     |
| ---- | ----------------------- | -------------- | ---------------- | --------- | ----------- | ---------------------------------------- |
| 2009 | Mondiali U18            | Bressanone     | Getto del peso   | 6º        | 19,60 m     |                                          |
| 2009 | Mondiali U18            | Bressanone     | Lancio del disco | 31º (q)   | 48,83 m     |                                          |
| 2010 | Mondiali U20            | Moncton        | Getto del peso   | 16º (q)   | 17,92 m     |                                          |
| 2014 | Mondiali indoor         | Sopot          | Getto del peso   | Bronzo    | 21,26 m     | Record oceaniano                         |
| 2014 | Giochi del Commonwealth | Glasgow        | Getto del peso   | Argento   | 21,19 m     |                                          |
| 2015 | Mondiali                | Pechino        | Getto del peso   | 4º        | 21,58 m     | Record oceaniano                         |
| 2016 | Mondiali indoor         | Portland       | Getto del peso   | Oro       | 21,78 m     | Record oceaniano                         |
| 2016 | Giochi olimpici         | Rio de Janeiro | Getto del peso   | Bronzo    | 21,36 m     |                                          |
| 2017 | Mondiali                | Londra         | Getto del peso   | Oro       | 22,03 m     |                                          |
| 2018 | Mondiali indoor         | Birmingham     | Getto del peso   | Oro       | 22,31 m     | Record dei campionati · Record oceaniano |
| 2018 | Giochi del Commonwealth | Gold Coast     | Getto del peso   | Oro       | 21,41 m     |                                          |
| 2019 | Mondiali                | Doha           | Getto del peso   | Bronzo    | 22,90 m     | Record oceaniano                         |
| 2021 | Giochi olimpici         | Tokyo          | Getto del peso   | Bronzo    | 22,47 m     | Miglior prestazione personale stagionale |
| 2022 | Mondiali indoor         | Belgrado       | Getto del peso   | Bronzo    | 22,31 m     | Record oceaniano                         |
| 2022 | Mondiali                | Eugene         | Getto del peso   | 4º        | 22,08 m     |                                          |
| 2022 | Giochi del Commonwealth | Birmingham     | Getto del peso   | Oro       | 22,26 m     |                                          |
| 2023 | Mondiali                | Budapest       | Getto del peso   | 4º        | 22,05 m     |                                          |
| 2024 | Mondiali indoor         | Glasgow        | Getto del peso   | Argento   | 22,07 m     |                                          |
| 2024 | Giochi olimpici         | Parigi         | Getto del peso   | Finale    | nm          |                                          |
| 2025 | Mondiali indoor         | Nanchino       | Getto del peso   | Oro       | 21,65 m     | Miglior prestazione personale stagionale |

## Altre competizioni internazionali
2014
- 6º al Prefontaine Classic ( Eugene), getto del peso - 20,51 m
- Bronzo al Sainsbury's Glasgow Grand Prix ( Glasgow), getto del peso - 21,23 m
- Argento al DN Galan ( Stoccolma), getto del peso - 20,79 m
- 6º al Weltklasse Zürich ( Zurigo), getto del peso - 20,48 m
- Bronzo al Meeting ISTAF ( Berlino), getto del peso - 20,77 m
- Oro al Zagreb Meeting ( Zagabria), getto del peso - 20,69 m
- 4º in Coppa continentale ( Marrakech), getto del peso - 20,70 m

2015
- 4º al Prefontaine Classic ( Eugene), getto del peso - 20,81 m
- Bronzo all'Adidas Grand Prix ( New York), getto del peso - 21,16 m

2016
- Vincitore della Diamond League nella specialità del getto del peso (58 punti)

2018
- Argento in Coppa continentale ( Ostrava), getto del peso - 21,43 m
- Vincitore della Diamond League nella specialità del getto del peso

2019
- Vincitore della Diamond League nella specialità del getto del peso

2023
- Argento all'Athletissima ( Losanna), getto del peso - 21,99 m
- Bronzo al Kamila Skolimowska Memorial ( Chorzów), getto del peso - 21,78 m
- Argento ai London Anniversary Games ( Londra), getto del peso - 22,58 m
- Bronzo al Prefontaine Classic ( Eugene), getto del peso - 22"69

2025
- Oro al Golden Gala Pietro Mennea ( Roma), getto del peso - 21,89 m